# Frères Amoretti
Pour les articles homonymes, voir Amoretti.

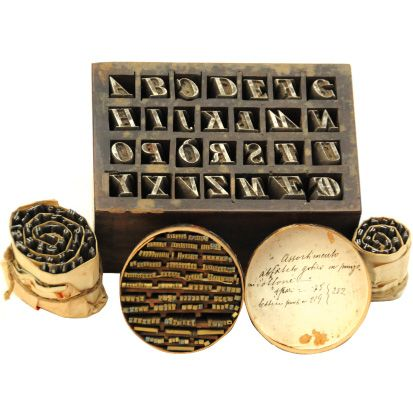
Poinçons des frères Amoretti.

Les Amoretti sont une famille de graveurs, typographes, mécaniciens et forgerons du duché de Parme. Ils étaient amis et élèves du graveur et éditeur Giambattista Bodoni, dont ils se séparent en 1791 afin de créer leur propre imprimerie et fonderie de caractères.

## La coopération avec Giambattista Bodoni
Au moment de la venue de Giambattista Bodoni à Parme, les membres de la famille Amoretti exercent le métier de forgeron et mécanicien à San Pancrazio Parmense (it), lieu d'origine de la famille. Leur savoir-faire est reconnu par le Premier ministre du duché de Parme et Plaisance, le français Guillaume Du Tillot. En 1774, les frères Pancrazio (it) et Giacomo Amoretti (it) reçoivent de Bodoni une commande de moules à main en acier afin de fondre les caractères mobiles, en effet, ceux en laiton que le typographe avait fait fabriquer par un horloger se dégradaient trop rapidement.
Le contrat que le ministre Guillaume Du Tillot avait signé avec Bodoni prévoit que ce dernier doit aussi former des élèves dans l'art typographique. Quand Bodoni remarque l'habileté de Giacomo Amoretti, il lui propose de graver désormais ses poinçons, technique qu'il affinerait avec l'aide de son maître.
Andrea Amoretti (it), l'aîné, travaille avec son oncle Giacomo dans l'atelier de Bodoni et réalise de façon autonome la plupart des poinçons, dont le caractère Parma, la plus petite police du catalogue de Bodoni.
La correspondance entre Giambattista et son frère Giuseppe, conservée à la Biblioteca Palatina de Parme témoigne de l'amitié entre Bodoni et les Amoretti.

## Le désaccord avec Bodoni
En 1791, le duc de Parme accorde à Bodoni la permission d'ouvrir une imprimerie privée. Celui-ci confie aux Amoretti la fabrication des presses, des poinçons et des outils de typographie pour l'édition des Odes d'Horace. Cependant, à Parme des rumeurs font état que les Amoretti ont bien conçu tout le matériel mais l'ont aussi aidé dans la conception de sa police de caractères.
L'abbé Andrea Mazza, ancien bibliothécaire du duché de Parme, écrit au Girolamo Tiraboschi, bibliothécaire du duché de Modène : « Je croyais aussi que nos frères [Pancrazio et Giacomo Amoretti] et leurs fils [don Andrea et ses frères], les graveurs de poinçons, étaient seulement exécuteurs de dessins du Bodoni et, au début, il était vraiment comme ça, en dépit de la tâche d'affiner les coups de poing était leur. Cependant, depuis les polices de caractères de Bodoni font même les étoiles jaloux, le mérite en revient entièrement à les Amoretti. » La question de cette paternité fait encore l'objet de débats entre les chercheurs.
Les experts pensent que les Amoretti ont demandé à Bodoni la reconnaissance de leur travail, sans doute avec une indication de leur nom sur les impressions, et que celui-ci aurait refusé. Par conséquent, se sentant trahis par leur maître, ils auraient pris leur indépendance et créé à San Pancrazio une fonderie et une imprimerie Co' caratteri dei Fratelli Amoretti (avec les caractères des Frères Amoretti), avec le soutien d'une partie de la Cour de Parme que n'aimait pas l'« étranger piémontais » Bodoni. Quand Bodoni apprend la création de la fonderie et de la typographie des Amoretti, passés du statut d'élèves à celui de concurrents, ille devient furieux et les accusations mutuelles de trahison ont entériné leur rupture.
Le testament de Giuseppe Bodoni, le frère de Giambattista, rédigé de 3 septembre 1815 à Saluces, déclare : « Si le docteur répondait par l'affirmative à la question si mon frère était l'auteur des caractères, on lui rétorquerait néanmoins que Bodoni en a gravé aucun caractère. Ceux qui ont préparé toutes les pièces en acier pour réaliser les poinçons sont Pancrazio et Giacomo Amoretti. Andrea Amoretti les a gravés, l'aide Giacomo Amoretti les a trempés, a fait et justifié les moules et Pietro Amoretti a fait les modèles pour les tailles de tous les types de caractères. »

## L'atelier sous la direction de Don Andrea

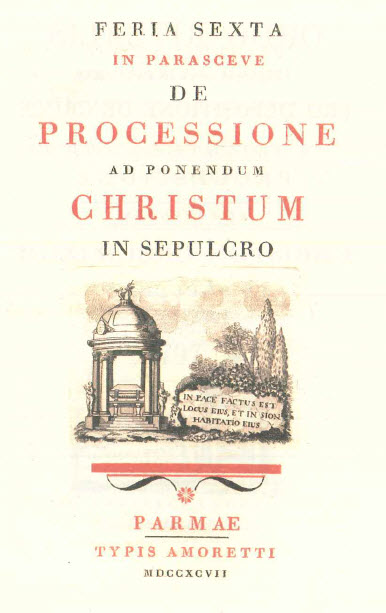
Feria Sexta, imprimé par « Typis Amoretti » en 1797.

De 1791 à 1795, la famille Amoretti construit tous les outils de l'atelier nécessaires à la reproduction des caractères et de l'impression ainsi que les poinçons de leur propre alphabet.
Les activités d'impression des Amoretti commencent en 1795 avec le sonnet La Typographie, dédié au duc de Parme Ferdinand Ier de Bourbon, un sonnet dédié à Adeodato Turchi, évêque de Parme, à l'occasion de sa visite à l'atelier de San Pancrazio, et d'autres sonnets mineurs.
En 1796 a lieu la publication des prières funéraires et les  Discours politiques secrets de Turchi, tellement similaires aux éditions de Bodoni que l'attribution par les experts est problématique.
En 1797, sort la Feria Sexta in parasceve de processione ad ponendum Christum in Sepulcro, livre de musique imprimé en rouge et noir.
Le chef-d'œuvre d'impression de la maison Amoretti est Sonnets à propos de Harmony d'Angelo Mazza, imprimé en 1801 et dédié à Louis Ier de Bourbon, nommé roi d'Étrurie par Napoléon Bonaparte. L'activité d'impression de la maison Amoretti s'arrête en 1802 avec le dernier volume de la série des œuvres de Giovanni Boccaccio.
Les tirages ont  toujours été publiés avec le texte « co 'caratteri de' Fratelli Amoretti » ou  « Typis Amoretti » et la nouvelle de l'ouverture de ce nouveau atelier, géré par don Andrea, ancien graveur de poinçons bodonien, se répand progressivement dans toute l'Italie et la France. Les Amoretti reçoivent des commandes de Parme, Pise, Gênes, Florence, Livourne, Montefiascone et Bologne, en effet leurs caractères sont estimés plus élégants, plus fiables et meilleur marché que ceux de Bodoni.
Entre 1797 et 1799 Bodoni et les Amoretti sont en concurrence pour les commandes de la Typographie nationale de Milan. Lorsque Lorenzo Manini était à la tête de l'atelier milanais, les commandes étaient partagées et les Amoretti ont reçu des ordres pour de grandes quantités de caractères et presses d'imprimerie. Sous la supervision suivante de Giambattista Locatelli, c'est Bodoni qui a remporté la plus grande partie des contrats.
Chaque fois que la conception de la police des caractères Bodoni a été attribuée aux Amoretti, dans une notice qui circule principalement en France, ce premier a réagi furieusement.

## La fonderie sous l'égide de Francesco Amoretti

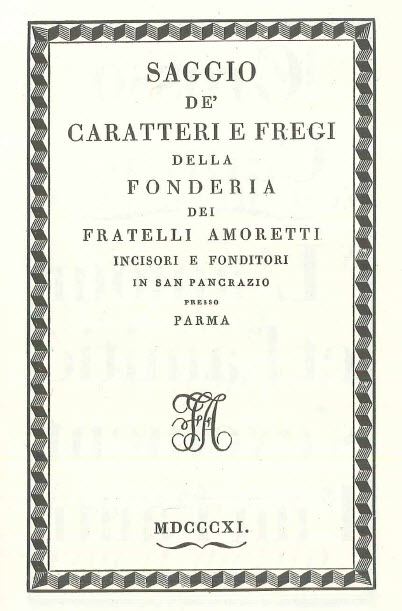
Manuale tipografico dei Fratelli Amoretti (« Manuel typographique des frères Amoretti »), 1811.

Après la mort de Don Andrea, qui a eu lieu en 1807, la direction de l'atelier a été reprise par Francesco Amoretti. L'activité pour la vente de caractères et d'outils de typographie prospère, comme le confirment les rapports sur les activités de production du Ministère du Département du Taro envoyés à Paris par des fonctionnaires impériaux français.
Le « Saggio de' caratteri e fregi della fonderia dei fratelli Amoretti incisori e fonditori a San Pancrazio presso Parma  », qui contient plus de 1 300 décorations et de caractères différents, a été publié en 1811. Celui-ci est le catalogue des impressions du travail de Don Andrea, « pilier de la famille et de l'atelier », comme indiqué sur sa pierre tombale.
Après quelques années, le  « Saggio de' fregi della fonderia de' fratelli Amoretti » a été imprimé.

## Vittorino, transfert à Bologne et épilogue
En 1827, Vittorino reste le seul maître de l'atelier, qui a été déplacé de San Pancrazio à Parme.
Le nouveau catalogue Nuovo saggio de' caratteri e fregi della fonderia dei fratelli Amoretti incisori e fonditori in Parma est publié en 1830. Les soulèvements de 1831 à Parme et les sollicitations des autorités papales amènent Vittorino à transférer la fonderie à Bologne. Les activités d'impression continuent à Bologne où la fonderie Amoretti est associée à la Tipografia Sassi jusqu'en 1845, année de la mort de Vittorino.
Le fils Giuseppe Amoretti gère la société jusqu'en 1863, avec son gendre Ferdinand Negroni. En 1880, resté seul propriétaire, il change le nom par la marque « Negroni » qui finit par être absorbée par l'entreprise Fonderie Nebiolo de Turin au début du XXe siècle et l'activité cesse en 1924.

## Célébrations
À San Pancrazio, pays natal des Amoretti, sur la façade de la maison qui a accueilli l'atelier d'origine, figure une inscription du professeur Umberto Benassi, réalisée en 1913, année de la première célébration de Giambattista Bodoni: 

« Dans cette maison il y avait l'atelier et la maison des Amoretti, valeureux forgerons, mécaniciens, fondeurs du caractères d'imprimerie. Don Andrea, digne élève de gravure de poinçons et imitateur du grand Giambattista Bodoni, qui a créé ici entre 1795 et 1807 des caractères d'une rare beauté, maître aux frères Giovanni Pietro, Vittorino. Giacomo, leur oncle paternel, premier maire de cette municipalité du 23 mars 1806, distingué également comme auteur de poinçons, qui a fabriqué ici des montres d'une précision admirable. La municipalité et les citoyens voulant rappeler ici ces anciennes gloires de San Pancrazio, le MCMXIII. »

L'inscription a été restaurée le 30 novembre 2013, par l'Association locale culturelle et la municipalité de Parme, à l'occasion de la seconde célébration de  Bodoni.
Jusqu'aux années 1970, l'ensemble du tronçon de la Via Emilia traversant le hameau a été appelé Fratelli Amoretti. Lorsque le nom de la route a été modifié en Via Emilia Nazionale, le nom Via Fratelli Amoretti a été transféré à la ruelle qui mène de la Via Emilia à la cour de l'église paroissiale.

## Rétrospectives et expositions
- 2013 : Rétrospective « Bicentenario bodoniano » (2 parties : Onoranze a Bodoni et Celebrandosi l'attività dei fratelli Amoretti, Cathédrale de Parme et Maison Amoretti, par la Fondation du Musée Bodonienne, la Ville de Parme et le Comité culturel de la ville de San Pancrazio Parmense[1]
- 2009 : Exposition « Allievi e antagonisti di Giambattista Bodoni: gli Amoretti di San Pancrazio », Biblioteca Palatina de Parme[2]

## Pour approfondir